# گل ملک (بندرعباس)
گل ملک، روستایی در دهستان دهنو بخش قلعه قاضی شهرستان بندرعباس در استان هرمزگان ایران است.
مرز روستای گل ملک بعد از دو راهی دهنو بالا شروع شده و به گفته بومی‌ها تا پیچ غلوم باکر خاتمه پیدا می‌کند.
روستای گل ملک از شمال به پیچ غلوم باکر و روستای خورچاه، از جنوب به روستای دهنو بالا، از شرق به ریغ سیاه و گَر ریغ، از غرب به ریغ کرتی، کَندر تِجی و تمبک سنگی می‌رسد.

## جمعیت
بر پایه سرشماری عمومی نفوس و مسکن در سال ۱۳۹۵، جمعیت این روستا برابر با ۵۷۷ نفر (۱۵۹ خانوار) بوده‌است.